# Dave Bautista
David Michael (Dave) Bautista Jr. (Arlington, 18 januari 1969), ook bekend als Batista, is een Amerikaans acteur, mixed martial artist en voormalig professioneel worstelaar, die bekend werd in World Wrestling Entertainment en als acteur door zijn rol van Drax in het Marvel Cinematic Universe met onder andere de films Guardians of the Galaxy (2014) en Avengers: Infinity War (2018).
Batista is een zesvoudig WWE World Heavyweight Champion en is tweevoudig winnaar van Royal Rumble, in 2005 en 2014. Hij won in totaal 10 kampioenschappen en maakte tussen 2003 en 2005 net als Randy Orton deel uit van de worstelgroep Evolution, destijds de groep van Triple H en Ric Flair. In zijn eerste periode van 2000 tot 2010 groeide Bautista, als "Batista", uit tot een van de meest geduchte professioneel worstelaars van zijn generatie, niet het minst omwille van zijn verschijning: hij woog ruim 120 kg voor zijn lengte van 193 cm.
Hij trok zich in de lente van 2010 terug uit de worstelwereld, maar hij keerde later tweemaal terug; in 2014 en 2018. Bautista kondigde op 8 april 2019 zijn definitieve afscheid aan van sportentertainment. Bautista is dientengevolge in de toekomst niet meer te zien als professioneel worstelaar. Bautista is als acteur ook bekend van zijn rollen als Mr. Hinx in de James Bondfilm Spectre en Sapper Morton in de sciencefiction-thriller Blade Runner 2049.

## Professioneel worstelcarrière

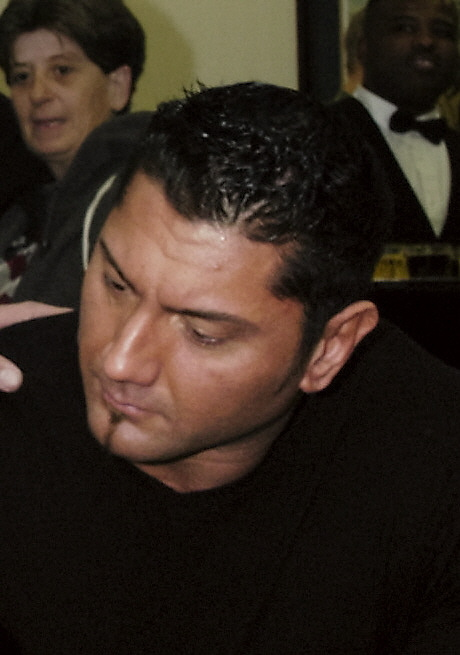
Dave Bautista in 2004

### Training (1997-2000)
Dave Bautista begon zijn carrière als professioneel worstelaar in 1997 bij World Championship Wrestling (WCW) als onderdeel van het opleidingscentrum 'WCW Power Plant' en vertrok hierna naar de World Wrestling Federation. Bautista noemde daarop zijn trainer in de 'WCW Power Plant', DeWayne Bruce, "een verbitterde trol". Bautista werd vervolgens getraind in het 'Wild Samoan Training Centre', een worstelschool die geleid werd door Afa Anoa'i.

### Ohio Valley Wrestling (2000–2002)
In 2000 maakte Bautista zijn debuut in de 'Ohio Valley Wrestling' als Leviathan en vormde een duo met Synn. Als lid van Synn's groep "The Disciples" was hij ongeslagen totdat Kane, met de hulp van Stone Cold Steve Austin, hem versloeg bij het evenement Christmas Chaos. Op 28 november 2001 veroverde hij het 'OVW Heavyweight Championship' van "The Machine" Doug Basham. In februari 2002 moest hij de titel afstaan aan John "The Prototype" Cena. In 2002 verliet Bautista de OVW en promoveerde naar de hoofdshows van de federatie, Monday Night Raw en Friday Night SmackDown!, samen met andere beloftevolle professioneel worstelaars als Randy Orton, Brock Lesnar en John Cena die zouden uitgroeien tot iconen binnen het milieu van professioneel worstelen.

### World Wrestling Entertainment (2002-2010)

#### Debuut en Evolution (2002-2005)
Tijdens een aflevering van SmackDown! op 9 mei 2002 maakte Bautista zijn debuut als Deacon Bautista, een rol als schurkachtige krachtpatser (jargon: heel) die werkte voor Reverend D-Von ("Eerwaarde" D-Von, een rol van D-Von Dudley van de Dudley Boyz). Zijn debuutwedstrijd was een gewonnen tag team match met D-Von tegen Faarooq en Randy Orton, op 27 juni 2002. Een paar weken later leed Batista zijn eerste nederlaag tegen Rikishi. Al snel verwaterde de relatie met D-Von en wijzigde Bautista zijn ringnaam tot Dave Batista (of kortweg Batista).
In februari 2003 richtte Batista samen met Triple H, Ric Flair en "The Legend Killer" Randy Orton de nieuwe, arrogante worstelgroep "Evolution" op, een van de meest revolutionaire worstelgroepen in de geschiedenis van WWE. Enkele maanden later stond Batista op non-actief nadat hij gedurende een aflevering van Monday Night Raw zijn rechtertriceps scheurde, in een wedstrijd tegen The Dudley Boyz. Hij maakte zijn rentree tijdens een aflevering van Raw op 20 oktober 2003. Hij verstoorde de wedstrijd tussen Bill Goldberg en Shawn Michaels en viel Goldberg aan met een klapstoel. Triple H beloonde Batista daarom (kayfabe) met $100.000.
Bij het evenement Armageddon in december 2003 nam Batista deel aan twee wedstrijden. Hij verloor eerst van Shawn Michaels, maar later veroverde hij met Ric Flair het WWE World Tag Team Championship. Uiteindelijk veroverden alle leden van "Evolution" bij het evenement een titel, want Triple H veroverde het World Heavyweight Championship en Randy Orton het WWE Intercontinental Championship. Tijdens een aflevering van Raw op 16 februari 2004 moesten Batista en Flair de titels doorgeven aan Booker T en Rob Van Dam, maar ze heroverden algauw het kampioenschap. Uiteindelijk moesten Batista en Flair de titel opnieuw afstaan aan Chris Benoit en Edge in april 2004.

#### World Heavyweight Championship (2005-2008)

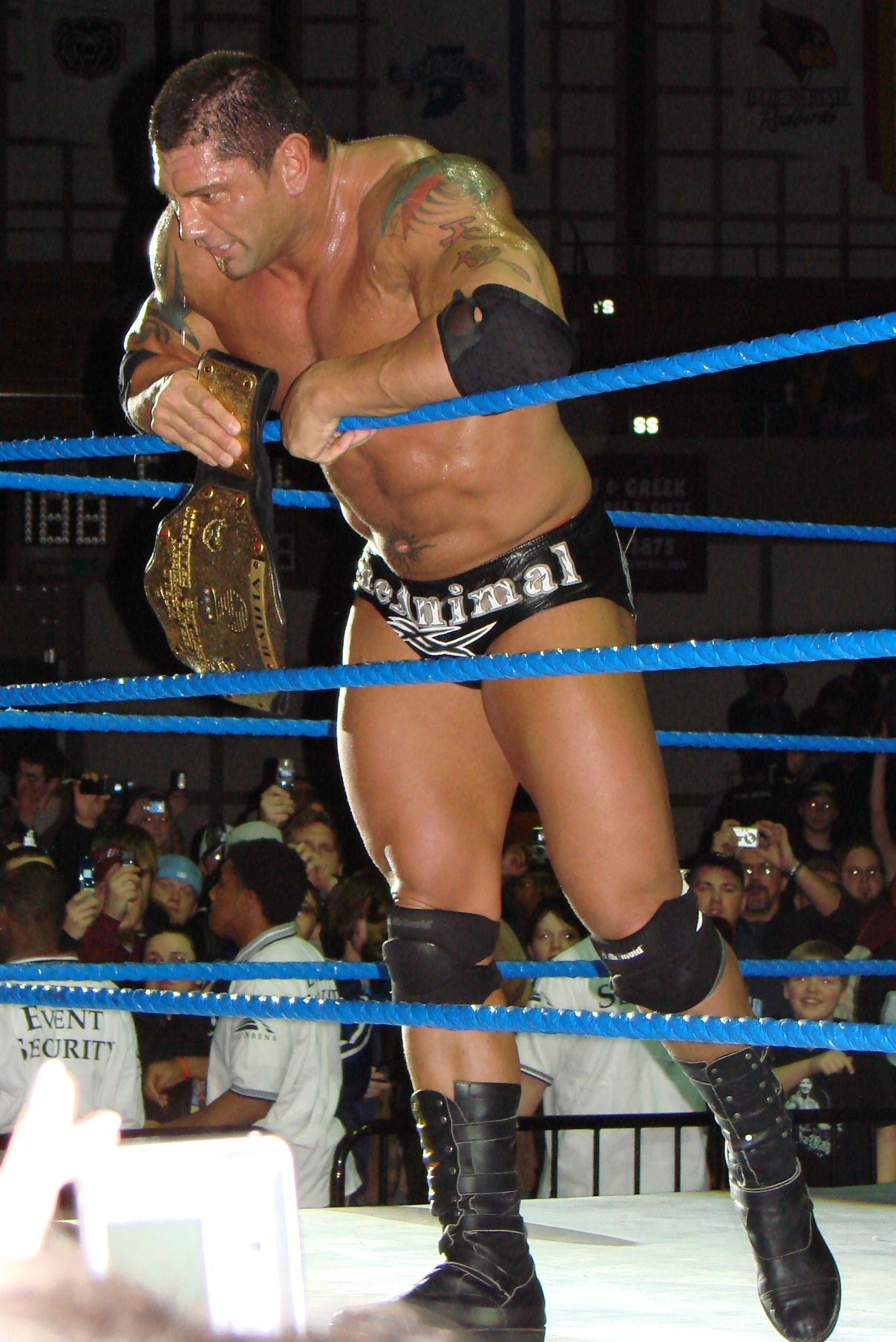
Batista als World Heavyweight Champion in 2008

In het voorjaar van 2005 realiseerde Triple H zich dat zijn Evolution-kompaan Batista een bedreiging vormde voor het eind 2004 vrijgekomen World Heavyweight Championship. Begin januari 2005 verloor Batista een Elimination Chamber match bij het evenement New Year's Revolution – Triple H werd de nieuwe World Heavyweight Champion –, en daarna won hij voor het eerst de Royal Rumble. Hij ging als laatste over het bovenste touw met John Cena, waarna Vince McMahon de wedstrijd herstartte. Batista wist op die manier Cena te verslaan en de Rumble te winnen.
Eind februari 2005 verried Batista Evolution en bewoog zijn duimen omlaag als provocatie tegen Triple H en Ric Flair, waarna Batista het duo aanviel (precies zoals Triple H medio augustus 2004 had gedaan bij Randy Orton toen Triple H Orton uit jaloezie uit de groep gooide). Er volgde een kamp tussen kampioen Triple H en Batista bij het evenement WrestleMania 21 waar Batista het World Heavyweight Championship veroverde. Later daagde Triple H hem uit voor een Hell in a Cell match bij het evenement Vengeance. Batista was de eerste worstelaar die Triple H kon verslaan binnen Hell in a Cell. Batista werd verslagen door John "Bradshaw" Layfield bij het evenement The Great American Bash nadat de scheidsrechter hem een klapstoel zag pakken als wapen tegen JBL, en dus werd Batista gediskwalificeerd. Batista en JBL stonden in augustus 2005 opnieuw tegenover elkaar bij het evenement SummerSlam in een "No Holds Barred match" (NB: jargon; wedstrijd zonder regels), waar hij JBL versloeg. Tijdens een aflevering van SmackDown! op 16 december 2005 veroverden Batista en Rey Mysterio het WWE World Tag Team Championship van MNM (Johnny Nitro & Joey Mercury). De wedstrijd stond in het teken van de op 9 november 2005 overleden Eddie Guerrero. Guerrero overleed aan een hartfalen na een hartinfarct.
Batista had een maand voor Guerreros overlijden een wedstrijd tegen hem voor het World Heavyweight Championship bij het evenement No Mercy, op 9 oktober 2005. Dit was de laatste wedstrijd van Guerrero bij een pay-per-viewevenement voor zijn overlijden. Batista won de wedstrijd. Na het overlijden van Guerrero bundelde Batista uit respect zijn krachten met Mysterio, een van de beste vrienden van Guerrero. Batista was als dusdanig even houder van twee titelriemen; de wereldtitel en het World Tag Team Championship. Batista en Mysterio moesten de titels terug afstaan aan MNM nadat "The World's Strongest Man" Mark Henry, die destijds een jaar niet op televisie te zien was geweest, hen de wedstrijd kostte. Op 9 januari 2006 raakte bekend dat Batista een tricepsblessure had opgelopen. Batista liep de blessure op tijdens een wedstrijd tegen Mark Henry in het wekelijkse vrijdagavondprogramma SmackDown op 6 januari 2006. Hij werd ertoe gedwongen het World Heavyweight Championship beschikbaar te stellen en hij miste ook het evenement WrestleMania 22, dat werd gehouden op 2 april 2006 in Rosemont, Illinois.
Batista keerde terug bij het evenement No Way Out op 19 februari 2006, maar niet om te worstelen. Hij verkondigde dat als zijn arm genezen was, hij terug vol zou gaan voor het World Heavyweight Championship. In het najaar van 2006 had de pas uit blessure teruggekeerde Batista geen noemenswaardige verhaallijnen tot hij in november 2006 het World Heavyweight Championship veroverde van Booker T bij het evenement Survivor Series. Hij verloor de titel aan The Undertaker bij het evenement WrestleMania 23, die in januari 2007 de Royal Rumble had gewonnen. Batista won voor de derde keer het World Heavyweight Championship bij het evenement Unforgiven met een overwinning tegen The Great Khali en Rey Mysterio (NB: jargon; triple threat match). Hij moest zijn titel verdedigen tegen Edge en The Undertaker bij het evenement Armageddon in december 2007. Edge veroverde het kampioenschap van Batista.

#### Laatste keer World Heavyweight Championship (2008)
Eind januari 2008 werd Batista geëlimineerd door Triple H bij de traditionele Royal Rumble, hoewel Triple H uiteindelijk zelf de Rumble zou verliezen door toedoen van John Cena die verrassend vervroegd terugkeerde na een blessure aan de borstspier. Een maand later was Batista een van de zes deelnemers in een Elimination Chamber match bij het evenement No Way Out, maar werd geëlimineerd door The Undertaker. Vervolgens versloeg hij Umaga bij het evenement WrestleMania XXIV. Later was Batista te zien in de verhaallijn tussen Shawn Michaels en Chris Jericho en dit leidde tot een wedstrijd tussen hen bij het evenement Backlash, waar Michaels zegevierde. Jericho was de gastscheidsrechter. Batista verzilverde een herkansing tegen Michaels bij het evenement One Night Stand; een "Stretcher match" (NB: jargon; eerste worstelaar die op een brancard eindigt, verliest).
Tijdens een aflevering van Monday Night Raw op 4 augustus 2008 veroverde Dave Batista samen met John Cena het WWE World Tag Team Championship van The Legacy (Cody Rhodes & Ted DiBiase Jr.), maar een week later speelden Batista en Cena de titelriemen alweer kwijt aan "The Legacy". Batista versloeg Cena bij het evenement SummerSlam in augustus 2008.
Batista klopte Chris Jericho niet veel later bij het evenement Cyber Sunday en veroverde voor de vierde en laatste keer het World Heavyweight Championship, met Stone Cold Steve Austin als de gastscheidsrechter. Op 3 november 2008, tijdens een aflevering van Monday Night Raw, heroverde Jericho het World Heavyweight Championship van Batista in een steel cage match. In december 2008 onderging Batista een operatie aan zijn hamstring was hiervoor zes tot acht maanden inactief.

#### WWE Championship & vertrek (2009-2010)

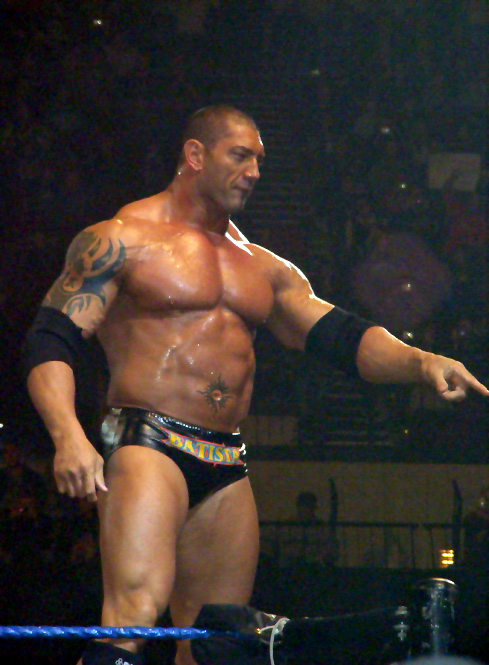
Batista in juni 2008

Tijdens een aflevering van Monday Night Raw op 6 april 2009 keerde Batista terug om Triple H, Shane McMahon en Vince McMahon uit de nood te helpen tegen The Legacy; een mini-reünie van Evolution opgezet door Batista en Triple H maar dan zonder Orton (en Ric Flair). Na de zege van Triple H tegen Randy Orton bij het evenement WrestleMania XXV zorgde Vince McMahon er persoonlijk voor dat Batista zijn plaats mocht innemen, zodat hij samen met Triple H en Shane McMahon tegen "The Legacy" kon worstelen bij het evenement Backlash. Deze wedstrijd werd echter verloren en per vooraf bepaalde stipulatie moest Triple H het WWE Championship afstaan aan Orton.
Batista veroverde voor de eerste keer het WWE Championship bij het evenement Extreme Rules in een steel cage match tegen Randy Orton. Tijdens een aflevering van Monday Night Raw op 8 juni 2009 moest Batista gedwongen (kayfabe) de titel beschikbaar stellen omdat hij brutaal werd aangevallen door Orton en "The Legacy". Later werd echter door WWE op haar website bekendgemaakt dat Batista non-fictief een bicepsblessure had opgelopen, terwijl waarnemers meenden dat deze blessure kayfabe (fictief) was omdat WWE had willen verdoezelen dat Batista had gefaald voor een drugstest.
Tijdens een aflevering van Raw op 14 september 2009 keerde Batista terug. Hij verraste vriend en vijand en dacht na over een mogelijk "pensioen". Die avond won Batista evenzeer een "No Holds Barred match" tegen Orton (NB: een wedstrijd zonder regels).
In oktober 2009 vormde Batista als vanouds een tag team met Rey Mysterio. Dit in een poging het Unified WWE Tag Team Championship te veroveren van Jeri-Show (Chris Jericho & Big Show) bij het inaugurele evenement Hell in a Cell. Dat plan mislukte.
Begin februari 2010 raakte Batista betrokken bij een intense verhaallijn tussen Vince McMahon en Bret Hart over de "Montreal Screwjob" uit 1997 en daarbij hielp hij McMahon. Algauw verscheen John Cena om Hart te helpen, maar Cena werd uiteindelijk door Batista aangevallen. Dat alles leidde tot een wedstrijd van amper 32 seconden tussen Batista en Cena bij het evenement Elimination Chamber, waar Vince McMahon Cena beval "zich te bewijzen" tegen Batista na afloop van een Elimination Chamber match om het WWE Championship. Cena won deze namelijk. Batista kwam na 32 seconden meteen als nieuwe kampioen uit de bus. Hij schreef voor de tweede (en, zo bleek later, laatste) keer het WWE Championship op zijn naam. Hij verloor het WWE Championship aan Cena bij het evenement WrestleMania XXVI en verloor van Cena in een "I Quit" match bij het evenement Over the Limit. Dat hij uiteindelijk als grote verliezer uit deze verhaallijn kwam, viel niet in goede aarde bij Dave Bautista zelf, als vertolker van Batista. Hij zou later ook naar "zijn moeilijke ontwikkeling als acteur" verwijzen.
Dave Bautista wilde nu het bedrijf verlaten en werd zachtjesaan uit de reeks geschreven. Tijdens een aflevering van Raw op 24 mei 2010 opende Batista de show. Hij zat in een rolstoel en verliet het bedrijf toen Bret Hart, de fictieve General Manager van Raw, zijn verzoek afwees om de plaats van de "geblesseerde" Randy Orton in te nemen voor een kans op het WWE Championship van John Cena bij het evenement Fatal 4-Way. Dit was zijn laatste scène tot zijn terugkeer in 2014. Bautista verliet daadwerkelijk de federatie om zich toe te leggen op een filmcarrière.

"Het was wrok. Ik ontdekte dat ik een vreselijke acteur was. Ik wilde een betere acteur worden en ik wilde het doen terwijl ik nog voor WWE werkte. Ze gaven me de kans niet binnen het bedrijf. Ik wilde toen mijn kans grijpen om elders mijn ding te doen, en ze zeiden "absoluut niet". Ik zei: Nou, ik laat mijn contract aflopen en ik ga zelf wel weg. Dat is precies wat ik deed. Ik wilde acteur worden.
— Dave Batista in september 2018, over zijn vertrek bij WWE in 2010.

### Terugkeer naar WWE (2014)

#### Tweede overwinning Royal Rumble

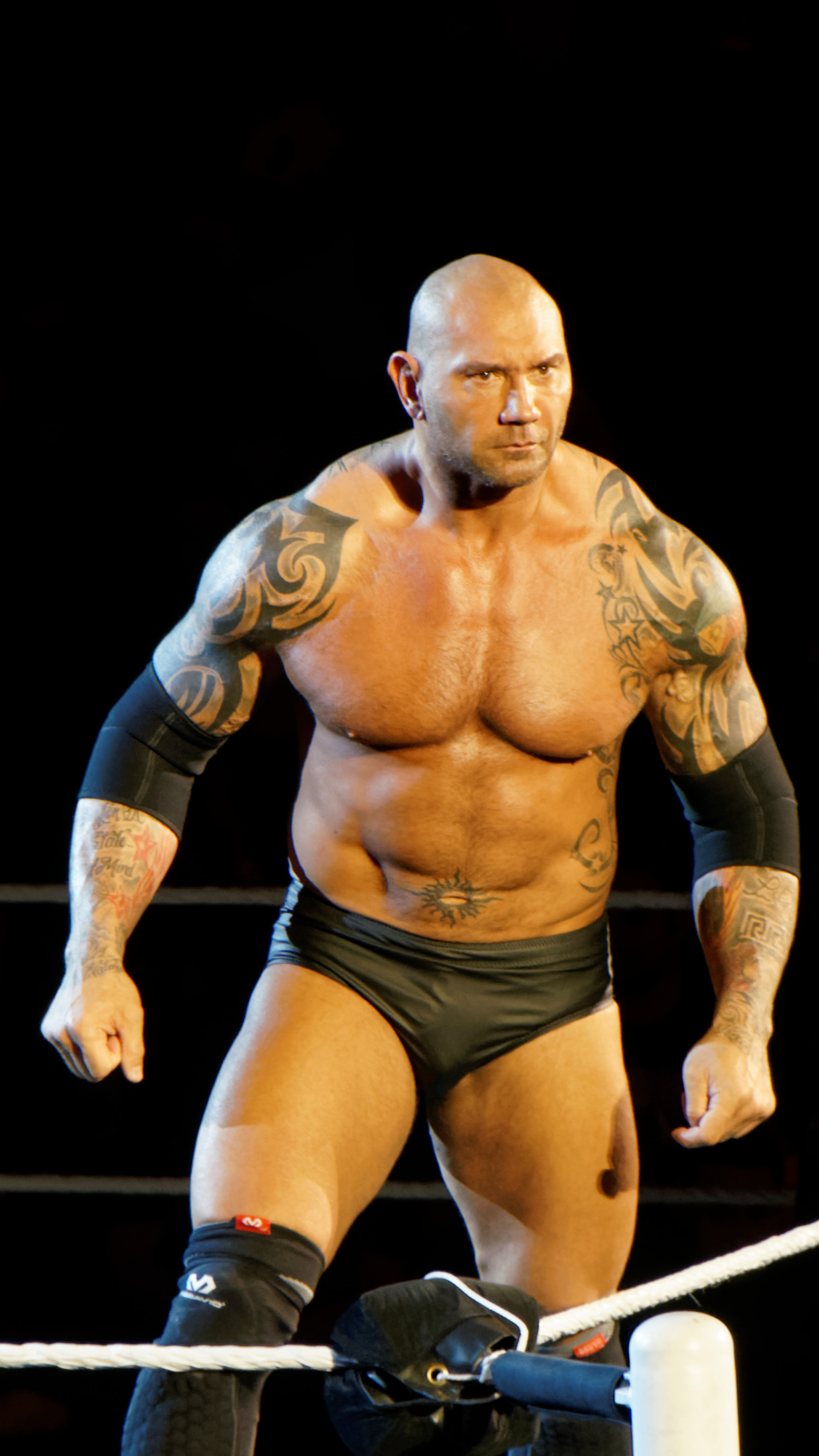
Dave Bautista in 2014

Tijdens een aflevering van Raw op 23 december 2013 werd bekendgemaakt dat Batista op 20 januari 2014 zou terugkeren naar de WWE, slechts een week voor de Royal Rumble. Batista won op 27 januari 2014 voor de tweede keer in zijn carrière de Royal Rumble nadat hij Roman Reigns als laatste elimineerde. Echter werd Bautista getrakteerd op een fluitconcert; hij werd als het ware het stadion uit gejouwd. De fans [van WWE] hadden het niet langer op Batista begrepen. Niet omdat hij zich ten volle had gericht op een filmcarrière, maar wel omdat de federatie hem als winnaar van de Royal Rumble – een wedstrijd met een lange geschiedenis binnen het milieu van professioneel worstelen – had aangeduid ten nadele van fulltime professioneel worstelaars zoals Roman Reigns of CM Punk.

#### Reünie van Evolution
Batista verloor bij het evenement WrestleMania XXX een wedstrijd om het WWE World Heavyweight Championship tegen Daniel Bryan en verliezend titelverdediger Randy Orton. Batista was vervolgens aanwezig bij een door Triple H aangekondigde reünie van Evolution op 14 april 2014. "Evolution" keerde terug om de strijd aan te binden met de worstelgroep The Shield (Seth Rollins, Roman Reigns, Dean Ambrose). "Evolution" verloor twee keer op rij van "The Shield" bij de evenementen Extreme Rules en Payback.
Op 2 juni 2014 verliet Batista opnieuw de WWE en focuste zich weer op zijn acteercarrière.

### Afscheid als professioneel worstelaar (2019)

#### Laatste reünie van Evolution
Dave Bautista keerde op 16 oktober 2018 terug naar World Wrestling Entertainment onder zijn pseudoniem "Batista", wat eind september 2018 werd bekendgemaakt.
Tijdens de 1000ste aflevering van Tuesday Night SmackDown! Live was hij te gast voor een eenmalige reünie van Evolution.
Batista richtte zich bij de reünie tot zijn vriend Triple H en verwees naar diens drie opeenvolgende nederlagen tegen hem uit het voorjaar en de zomer van 2005. De sfeer sloeg om toen Batista zich smalend wendde tot de aanwezige fans en zei, waar Triple H bij stond: "Hij [Triple H] maakte het allemaal waar in deze industrie, behalve mij verslaan." Triple H wist deze opmerking nog sportief te kaderen. Dit deed de laatste evenwel pas nadat groepslid Ric Flair Triple H vriendschappelijk leek in te tomen; Ric Flair deed namelijk een teken naar Triple H dat Batista zijn opmerkingen gekscherend bedoelde. Uiteindelijk liep de reünie, met ook Randy Orton, goed af alhoewel Triple H hem nog even met een kwade blik nastaarde.

#### Aanval op Ric Flair, nieuwe vete met Triple H
Echter, toen Batista op 26 februari 2019 een aanval plaatste op hun jarige (gemeenschappelijke) vriend Ric Flair, was Triple H woedend. Batista gaf als reden voor zijn aanval dat Triple H hem indertijd steeds onderdrukte en tegenwerkte. Hij aasde op weerwraak voor de onderdrukking, hoewel hij het niet echt meer nodig had om Triple H te verslaan gezien de voorbije overwinningen uit 2005. Batista wilde Triple H echter koste wat het wilde nog een laatste keer op zijn plek zetten en wilde zijn carrière "beëindigen op zijn manier, zoals hij het voor zich zag (Engels: on my terms)".

#### Give me what I want!-internetmeme
Triple H accepteerde zijn uitdaging tot een confrontatie bij het evenement WrestleMania 35, maar Triple H eiste dat hij mocht bepalen onder welke condities de wedstrijd zou doorgaan. Batista ging akkoord, op voorwaarde dat Triple H zijn carrière op het spel zette. Het kwam tot een pittige discussie tijdens een aflevering van Monday Night Raw op 11 maart 2019. Tijdens de woordenwisseling, die naderhand als kinderachtig werd bestempeld (zie onder), sprak Batista: "Ik wil mijn carrière op mijn manier beëindigen en je gaat me geven wat ik wil" (de carrière van Triple H, dus feitelijk allebei met pensioen gaan). Batista lanceerde zowaar een internetmeme door (onbewust) de microfoon te bedelven onder speeksel toen hij herhaaldelijk "Give me what I want!" schreeuwde ("Geef me wat ik wil"), waarmee hij doelde op het evenement WrestleMania 35 en de carrière van Triple H. Waarop Triple H hem toeriep: "Ik geef je helemaal niks!" Batista's themalied "I Walk Alone" werd bovendien geschreven en uitgevoerd door de Amerikaanse heavy metalband "Saliva", het Engelse woord voor speeksel. 
Dit moment deed zich voor tijdens een speech van Batista op het podium van de show Monday Night Raw, terwijl Triple H op dat ogenblik in de ring stond (NB: jargon; promo). Bovendien werd de scène door velen geïnterpreteerd als zijnde kinderachtig, waardoor hilariteit ontstond en waardoor de scène viraal ging op Twitter en andere sociale media (onder meer een parodie met het nummer "Wannabe" van de Spice Girls). Uiteindelijk zette Triple H zijn carrière op het spel, met name op 25 maart 2019.
Batista werd verslagen door Triple H bij het evenement WrestleMania 35. Tijdens hun wedstrijd verloor Batista zijn neuspiercing; deze werd door Triple H met een nijptang verwijderd. Dit was zijn laatste wedstrijd als professioneel worstelaar.

## Mixed martial arts (2011−2013)

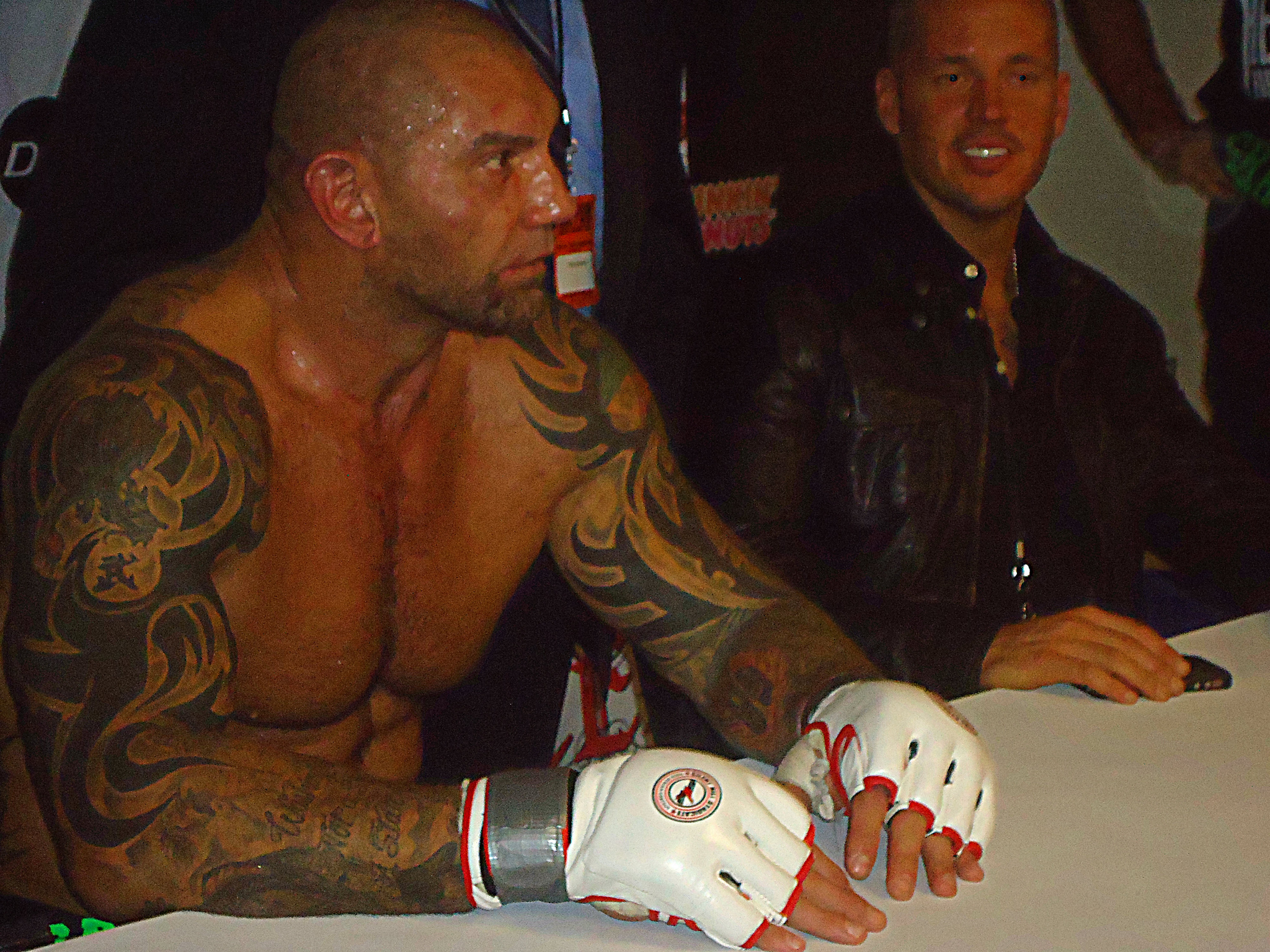
Batista, na zijn eerste MMA-wedstrijd overwinning

Na zijn vertrek bij WWE woonde Batista het evenement Strikeforce: Los Angeles bij op 16 juni 2010 omdat hij geïnteresseerd was in een carrière in de mixed martial arts. Batista kondigde aan dat hij en Strikeforce aan het onderhandelen waren over een contract. In april 2011 meldde Batista dat een contractonderhandeling met de Strikeforce was spaak gelopen omdat Strikeforce werd opgeheven en verkocht aan Zuffa.
Op 6 oktober 2012 zou Batista zijn grote MMA-debuut maken tegen Rashad Evans bij het evenement Classic Entertainment and Sports: Real Pain dat plaatsvond in Providence (Rhode Island). Evans moest echter naar de gevangenis en zijn plaats werd ingenomen door Vince Lucero. Uiteindelijk won Batista na 4:05 minuten in de eerste ronde met een T.K.O. (technische knock-out) het gevecht van Lucero.

## In het worstelen
- Finishers
  - Batista Bite - 2010

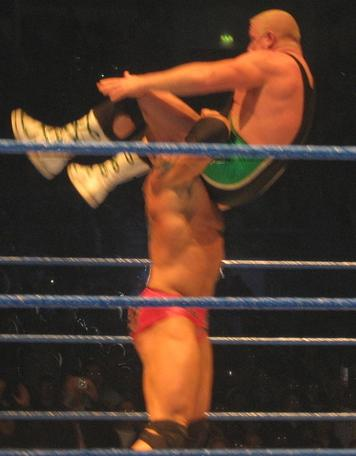
Batista met de Batista Bomb

  - Batista Bomb (WWE) / Demon Bomb (OVW)
- Signature moves
  - Big boot
  - Elevated single leg Boston crab – als Leviathan
  - Hammerlock / armbar combination
  - Meerdere "powerslam" variaties
    - Front
    - Swinging side
    - Vertical suplex

  - Multiple turnbuckle thrusts
  - Running clothesline
  - Shoulder block
  - Spear
  - Spinebuster
  - Two-handed chokelift
- Bijnamen
  - "The Animal"
  - "Evolution's Animal"
- Managers
  - Synn
  - Reverend D-Von
  - Ric Flair
  - Triple H
- Themamuziek
  - Ohio Valley Wrestling
    - "Voodoo" van Godsmack (gebruikt als lid van The Disciples van Synn; 2000–2002)

  - World Wrestling Entertainment
    - "Eyes of Righteousness" van Jim Johnston (als Deacon Batista; 2002)
    - "Animal" van Jim Johnston (2002–2005)
    - "Evolve" van Jim Johnston (gebruikt als lid van Evolution; 2003)
    - "Line in the Sand" van Motörhead (gebruikt als lid van Evolution; 2003–2005)
    - "I Walk Alone" van Saliva (2005–2010)

## Prestaties
- Ohio Valley Wrestling
  - OVW Heavyweight Championship (1 keer)
- Pro Wrestling Illustrated
  - PWI Most Improved Wrestler of the Year (2005)
  - PWI Wrestler of the Year (2005)
- World Wrestling Entertainment
  - WWE World Heavyweight Championship (4 keer)
  - WWE Championship (2 keer)
  - WWE World Tag Team Championship (3 keer; 2x met Ric Flair en 1x met John Cena)
  - WWE Tag Team Championship (1 keer; met Rey Mysterio)
  - Royal Rumble (2005 & 2014)
- Wrestling Observer Newsletter
  - Feud of the Year 2005 vs. Triple H
  - Feud of the Year 2007 vs. The Undertaker
  - Most Overrated (2006)

## Top-10 hoogst gequoteerde wedstrijden
Hieronder volgt een lijst op basis van beoordelingen van wedstrijden van Batista (Dave Bautista) door journalist Dave Meltzer van Wrestling Observer Newsletter, het hoogst aangeschreven tijdschrift over professioneel worstelen ter wereld:
| Evenement                             | Datum           | Kampioenschap (optioneel)               | Wedstrijd | Winnaar                                                                   | Beoordeling door WON |
| ------------------------------------- | --------------- | --------------------------------------- | --- | ------------------------------------------------------------------------- | -------------------- |
| WWE Vengeance 2005                    | 26 juni 2005    | World Heavyweight Championship          | Batista (c) vs. Triple H in een Hell in a Cell match                                                                                 | Batista (c)                                                               | **** ½               |
| WrestleMania 30                       | 6 april 2014    | WWE World Heavyweight Championship      | Randy Orton (c) vs. Daniel Bryan vs. Batista                                                                                         | Daniel Bryan (nc)                                                         | **** ½               |
| WWE Extreme Rules 2014                | 4 mei 2014      | n.v.t.                                  | Evolution (Triple H, Randy Orton & Batista) vs. The Shield (Dean Ambrose, Seth Rollins & Roman Reigns)                               | The Shield                                                                | **** ½               |
| WWE Monday Night Raw (aflevering 584) | 2 augustus 2004 | n.v.t.                                  | Evolution (Randy Orton, Ric Flair & Batista) vs. Chris Benoit, Chris Jericho & Edge                                                  | Evolution                                                                 | **** ¼               |
| WWE New Year's Revolution 2005        | 9 januari 2005  | World Heavyweight Championship (vacant) | Batista vs. Randy Orton vs. Chris Benoit vs. Chris Jericho vs. Edge vs. Triple H in een Elimination Chamber match                    | Triple H (nc)                                                             | **** ¼               |
| WWE Royal Rumble 2008                 | 27 januari 2008 | n.v.t.                                  | Royal Rumble match | John Cena                                                                 | **** ¼               |
| WWE Extreme Rules 2010                | 25 april 2010   | WWE Championship                        | John Cena (c) vs. Batista | John Cena (c)                                                             | **** ¼               |
| WWE Monday Night Raw (aflevering 568) | 12 april 2004   | n.v.t.                                  | Evolution (Triple H, Randy Orton, Ric Flair & Batista) vs. Chris Benoit, "Cactus Jack" Mick Foley, Shawn Michaels & Shelton Benjamin | Chris Benoit, "Cactus Jack" Mick Foley, Shawn Michaels & Shelton Benjamin | ****                 |
| WWE Monday Night Raw (aflevering 573) | 17 mei 2004     | WWE World Tag Team Championship         | Chris Benoit & Edge (c) vs. Evolution (Randy Orton & Batista)                                                                        | Chris Benoit & Edge (c)                                                   | ****                 |
| WrestleMania 23                       | 1 april 2007    | World Heavyweight Championship          | Batista (c) vs. The Undertaker | The Undertaker (nc)                                                       | ****                 |